# باولو كارفالو
باولو كارفالو (بالبرتغالية: Paulo Carvalho‏) (مواليد 26 فبراير 1986) هو ملاكم برازيلي، مثّل بلاده في الألعاب الأولمبية الصيفية 2008.

## روابط خارجية
باولو كارفالو على موقع بوكس ريك (الإنجليزية) (registration required)
- باولو كارفالو على موقع أوليمبيديا (الإنجليزية)